# 格利法扎
格利法扎（希臘語：Γλυφάδα，希臘語發音：[ɣliˈfaða]），是希腊阿提卡大區南雅典专区的市镇，位于首都雅典主城以南。

## 著名人物
- 索菲亚·阿利伯蒂（英语：Sophia Aliberti），电视女演员
- 贝西·阿吉拉奇（英语：Bessy Argyraki），希腊歌手
- 安娜·迪亚曼托普鲁（英语：Anna Diamantopoulou），前希腊欧盟代表及教育部长
- 克里斯托·丹蒂斯（英语：Christos Dantis），希腊摇滚艺术家
- 普雷德拉格·乔尔杰维奇，塞爾維亞足球運動員
- 埃夫里季基（英语：Evridiki），希腊歌手
- 塔基斯·费萨斯（英语：Takis Fyssas），希腊足球运动员
- 米哈里斯·哈齐吉安尼斯（英语：Mihalis Hatzigiannis），希族塞浦路斯艺术家
- 卡洛米拉（英语：Kalomira），流行歌手和歐洲歌唱大賽选手
- 吉爾吉奧斯·卡拉古尼斯，希腊球员
- 泽塔·马克里普利亚（英语：Zeta Makripoulia），希腊演员
- 乔治·马佐纳基斯（英语：Giorgos Mazonakis），希腊歌手
- 康斯坦蒂诺斯·米佐塔基斯，前希腊总理
- 法尼·帕利-佩特拉利亚（英语：Fani Palli-Petralia），前希腊旅游部长
- 扬尼斯·普卢塔霍斯（英语：Giannis Ploutarhos），希腊歌手
- 亚历山德罗斯·帕纳古利斯，希臘政治家和詩人
- 艾莲娜·帕帕里祖，流行歌手和歐洲歌唱大賽冠軍
- 詹尼斯·帕里奥斯（英语：Giannis Parios），希腊歌手
- 安东尼斯·雷莫斯（英语：Antonis Remos），希腊歌手
- 诺蒂斯·斯法基纳基斯（英语：Notis Sfakianakis），希腊歌手
- 托利斯·沃斯科普洛斯（英语：Tolis Voskopoulos），希腊歌手